# Abderrahmane Aziz
 (mars 2011).
Si vous disposez d'ouvrages ou d'articles de référence ou si vous connaissez des sites web de qualité traitant du thème abordé ici, merci de compléter l'article en donnant les références utiles à sa vérifiabilité et en les liant à la section « Notes et références ».
Abderrahmane Aziz, de son vrai nom Abderrahmane Aït Mira, né le 5 juillet 1920 à la Casbah d'Alger, et décédé le 6 février 1992 à l'hôpital Mustapha d'Alger et enterré à Blida, est un chanteur algérien dont les origines sont du village Mira, dans la commune de Timizart. 
Son frère Mahmoud Aziz est comédien, musicien et chef d’orchestre dans le groupe « Djawhara »[réf. nécessaire].